# Klooster Kattenbos
Klooster Kattenbos is een klooster van de paters van het Heilig Sacrament te Kattenbos bij Lommel, gelegen aan de Oude Diestersebaan.
De oprichting van dit klooster was een initiatief van pastoor Houtmortels van Lommel. Voorwaarde voor de schenking van de grond was dat de kapel ook als parochiekerk dienst zou doen. In 1939 was het gebouw min of meer bewoonbaar, en startte ook het jongensinternaat Sint-Jan Berchmans.

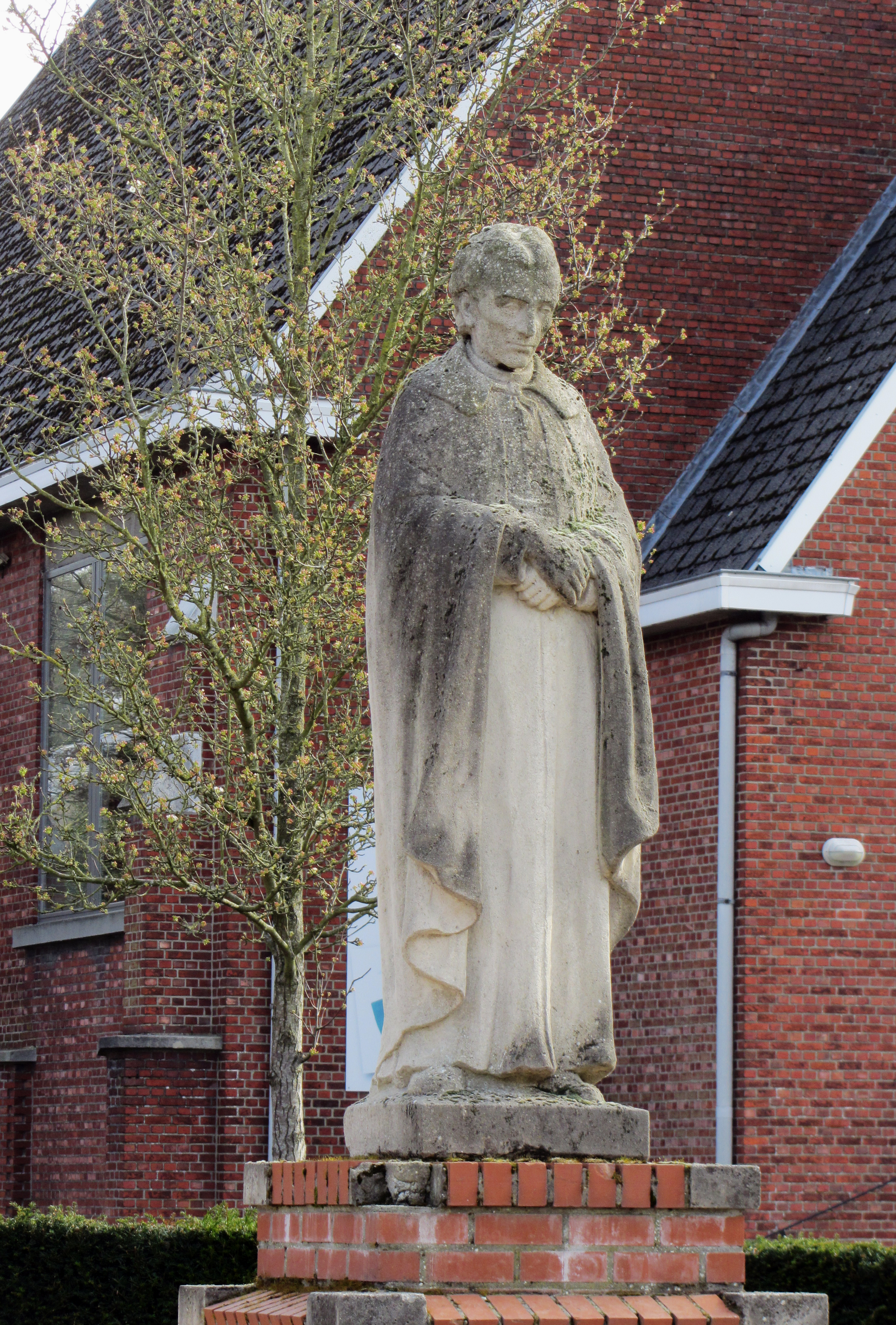
Heilige Pierre-Julien Eymard bij het Eymardinstituut

Toen de stichter van de congregatie van het Heilig sacrament, Pierre-Julien Eymard, in 1962 heilig werd verklaard, veranderde de naam van het internaat in Eymardinstituut.
Tot begin jaren 60 van de twintigste eeuw waren alle leerlingen intern, en tot 1979 was er alleen Latijns-Griekse humaniora, feitelijk ter voorbereiding op het priesterschap. Dit veranderde nadien en het Eymardinstituut werd een gemengde school voor middelbaar onderwijs, die in 1985 met een andere Lommelse school, Provil geheten, fuseerde. Sinds 2003 heet de school: Eymardschool.
De paters ondertussen bouwden een nieuw klooster, iets verderop op Hoog-Kattenbos, waar vooral de oudere religieuzen kunnen rusten. Hier is de moderne Eymardkapel te vinden, die ook voor het publiek toegankelijk is.
De Heilig Sacramentskerk, de vroegere kloosterkapel van de paters, is tegenwoordig de parochiekerk van Kattenbos.